# Pleopeltis deparioides
Pleopeltis deparioides là một loài thực vật có mạch trong họ Polypodiaceae. Loài này được (Ces.) Alderw. miêu tả khoa học đầu tiên năm 1909.